# Corso Buenos Aires
Corso Buenos Aires è un'importante strada commerciale di Milano, con oltre 350 punti vendita di vari tipi di merce, un fatturato quotidiano complessivo tra i più alti al mondo e una media di centomila persone ogni giorno che vi transitano.
Sviluppandosi in oltre 1600 metri, con orientamento nord-sud, si attesta come una delle passeggiate commerciali più lunghe d'Europa. La sua conformazione ricorda la tipologia americana, soprattutto la Fifth Avenue di New York.
La strada si estende da porta Venezia in piazza Oberdan, proseguimento rettilineo di Corso Venezia, fino a piazzale Loreto. L'intero corso Buenos Aires fa parte del Municipio 3.

## Storia

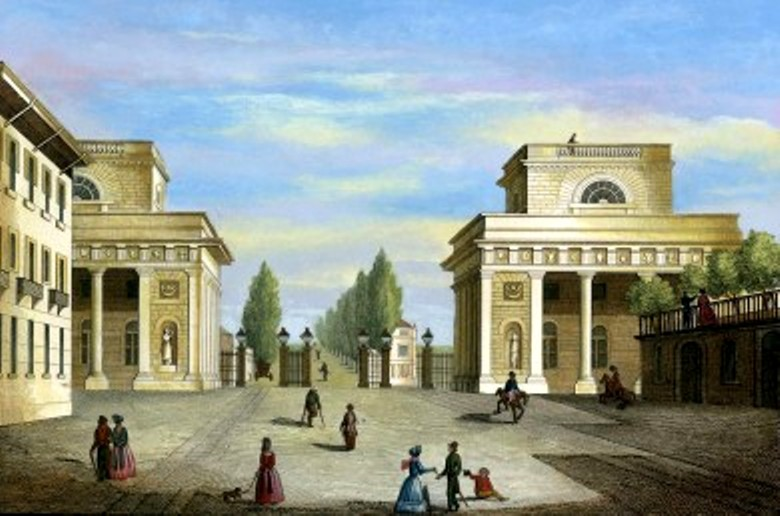
Immagine del secolo XIX: Corso Buenos Aires (all'epoca corso Loreto) che si estendeva (alberato in entrambi i lati) al di là di Porta Venezia.

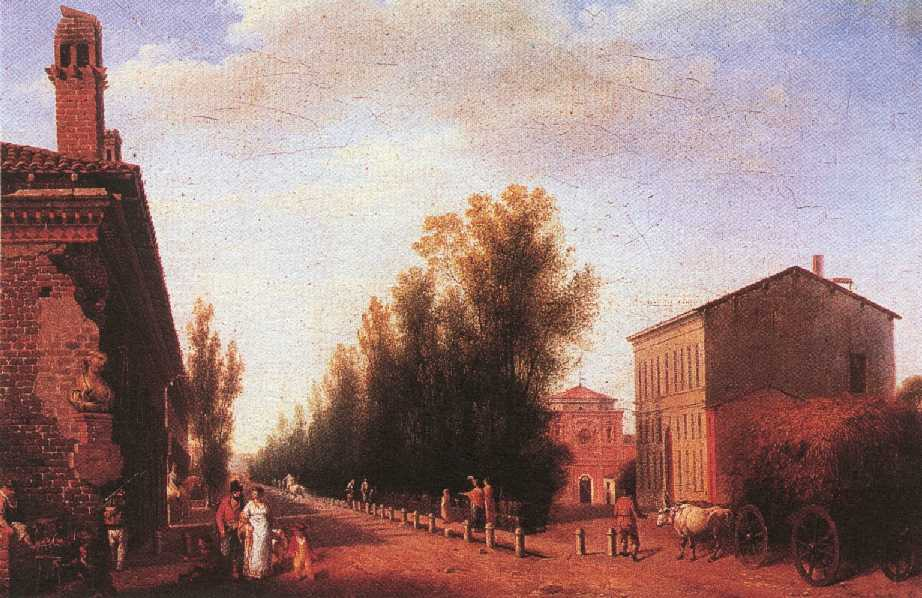
Dipinto del 1830 mostrante l'inizio della strada per Monza: a sinistra il Lazzaretto e a destra la Chiesa di Santa Francesca Romana

La strada, che si sviluppa interamente all'esterno della cinta delle mura spagnole, venne realizzata urbanizzando il primo tratto della strada maestra che si dipartiva dall'allora porta Orientale, fiancheggiando a sinistra l'area del vecchio Lazzaretto, reso celebre dal romanzo I promessi sposi,  e a destra la chiesa di Santa Francesca Romana, costruita fuori le mura, per arrivare a Monza. 
Al posto del Lazzaretto, a partire dagli anni della sua demolizione (1882-1890), sorse un quartiere popolare ad alta densità abitativa, che nella forma riprende lo schema delle lottizzazioni operate dalla Banca di Credito Italiano, acquirente della struttura.
Il nome della via era inizialmente corso Loreto e derivava il suo nome dalla chiesa di Santa Maria di Loreto (secolo XVI) costruita sulla strada maestra in un'area oggi ubicata a piazza Argentina tra le vie Annibale Caretta e Giuseppe Pecchio. La chiesa fu trasformata in abitazioni civili (fine Settecento), quindi demolita completamente nel 1914.
Successivamente la via fu rinominata corso Buenos Aires nel 1906 in occasione dell'Esposizione universale, e spesso riportata sulle mappe d'epoca anche con il nome corso Buenos Ayres. La decisione venne presa, pur tra alcune critiche, dal sindaco Ettore Ponti per promuovere un'immagine internazionale della città, intitolando all'Argentina la via e ovviamente piazzale Argentina, mentre al Perù venne dedicato piazzale Lima. Tali toponimi commemoravano il legame con i due paesi sudamericani, meta di una massiccia emigrazione italiana: oltre cinque milioni di persone dal 1881 al 1911. Sul lato occidentale del corso si estende il quartiere popolare, in prossimità della Stazione Centrale, mentre sul lato orientale sorge un quartiere benestante della borghesia milanese. Un tempo la via era attraversata dal viadotto dalle ferrovie della vecchia stazione centrale che correvano su tutto viale Regina Elena (l'attuale viale Tunisia), definitivamente soppresse nel 1931 con l'inaugurazione dell'attuale Stazione Centrale.

Corso Buenos Aires verso piazzale Loreto (quando ancora si chiamava rondò Loreto), che si vede sullo sfondo, negli anni venti del XX secolo

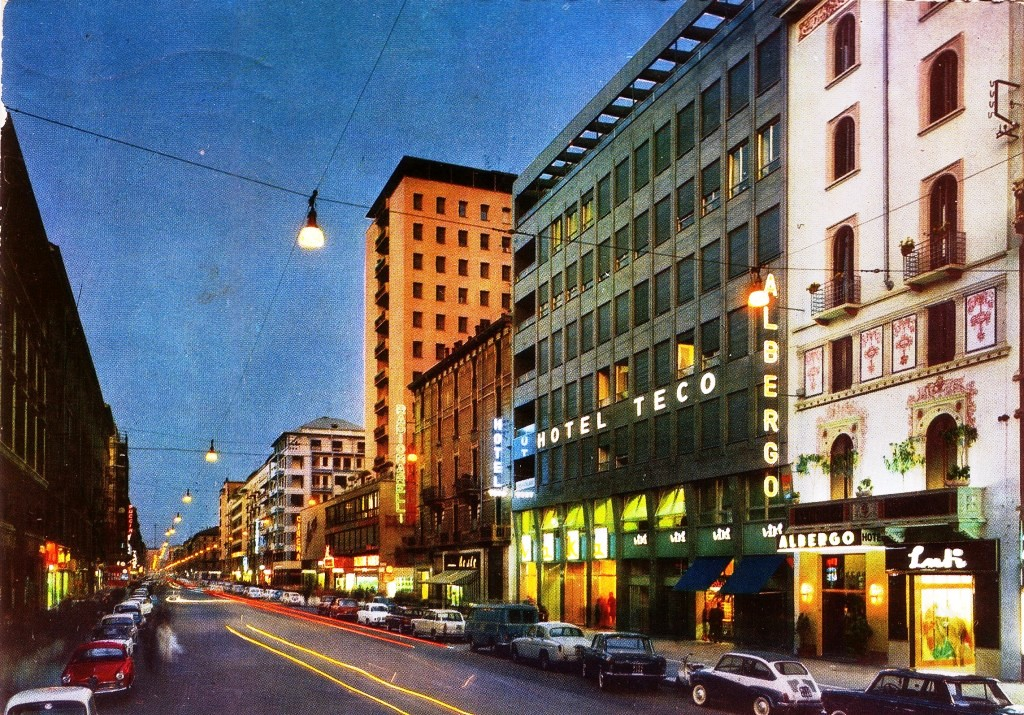
Corso Buenos Aires negli anni sessanta

Nel corso dell'Ottocento corso Buenos Aires divenne il collegamento privilegiato fra Milano e Monza, mantenendo questo ruolo fino ancora a dopo la realizzazione di viale Zara e viale Fulvio Testi, avvenuta negli anni dieci. Vicino al vecchio Lazzaretto aveva sede il primo capolinea della vecchia ippovia Milano-Monza, inaugurata nel luglio del 1876, che già nel novembre dell'anno successivo sarebbe stato spostato a largo San Babila.. Il servizio venne poi elettrificato per la fine del 1900. Fu smantellato e trasferito quando a partire dal 2 marzo 1958 dovettero cominciare gli scavi per la realizzazione della prima linea della metropolitana, che ancora oggi lo percorre in sotterranea per tutta la sua lunghezza, servendolo nelle fermate di Porta Venezia, Lima e Loreto.
Ulteriori linee sotterranee del trasporto pubblico arrivano negli anni successivi, intersecandosi con la sopracitata M1, prima negli anni Sessanta con il primo tratto della M2 da piazza Caiazzo a Cascina Gobba, scavando la fermata Loreto sotto piazza Argentina, poi con il Passante ferroviario e lo scavo della stazione, prima di capolinea e poi transito (a mano a mano che la galleria venne completata) di Milano Porta Venezia, realizzata sotto piazzale Oberdan.
Il corso è stato recentemente riqualificato con la pavimentazione in pietra dei marciapiedi precedentemente in bitume.
Una più recente trasformazione è in corso, a luglio 2023, con il posizionamento di cordoli in pietra lungo le due corsie ciclabili monodirezionali (una per senso di marcia), precedentemente solo dipinte sull’asfalto per gran parte della via e l’eliminazione di tutti i posti auto, ad eccezione dei posteggi di carico e scarico; nel corso degli anni successivi, il progetto prevede una trasformazione più sostanziale, con l’allargamento del marciapiede su entrambi i lati del corso e la ripavimentazione delle utilizzate corsie ciclabili con asfalto.

## Edifici notevoli
Sul lato sinistro:
- al n. 1 Palazzo Luraschi, detto dei Promessi Sposi
- al n. 19 un edificio in stile neoclassico, risalente a fine Settecento[12]
- al n. 75 un edificio per abitazioni, costruito dal 1927 al 1928 su progetto di Fausto Franco e F. Fumagalli[13]
- al n.33 è collocato il Teatro Puccini, attuale sede della compagnia teatrale del Teatro dell'Elfo

Sul lato destro:
- all'angolo con le vie Broggi e Redi il Palazzo Argentina, costruito dal 1947 al 1949 su progetto di Piero Bottoni e Guglielmo Ulrich[14]
- all'angolo con via Piccinni un edificio per uffici, abitazioni e supermercato, costruito nel 1970 su progetto dello studio BBPR[15]

## Trasporti
- Porta Venezia
- Lima
- Loreto
- Stazione di Porta Venezia

## Galleria d'immagini

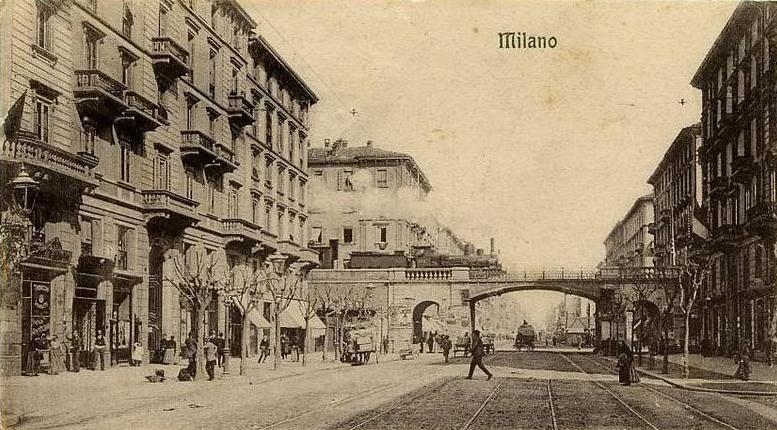
Corso Buenos Aires nel 1907, sormontato dal viadotto della ferrovia.
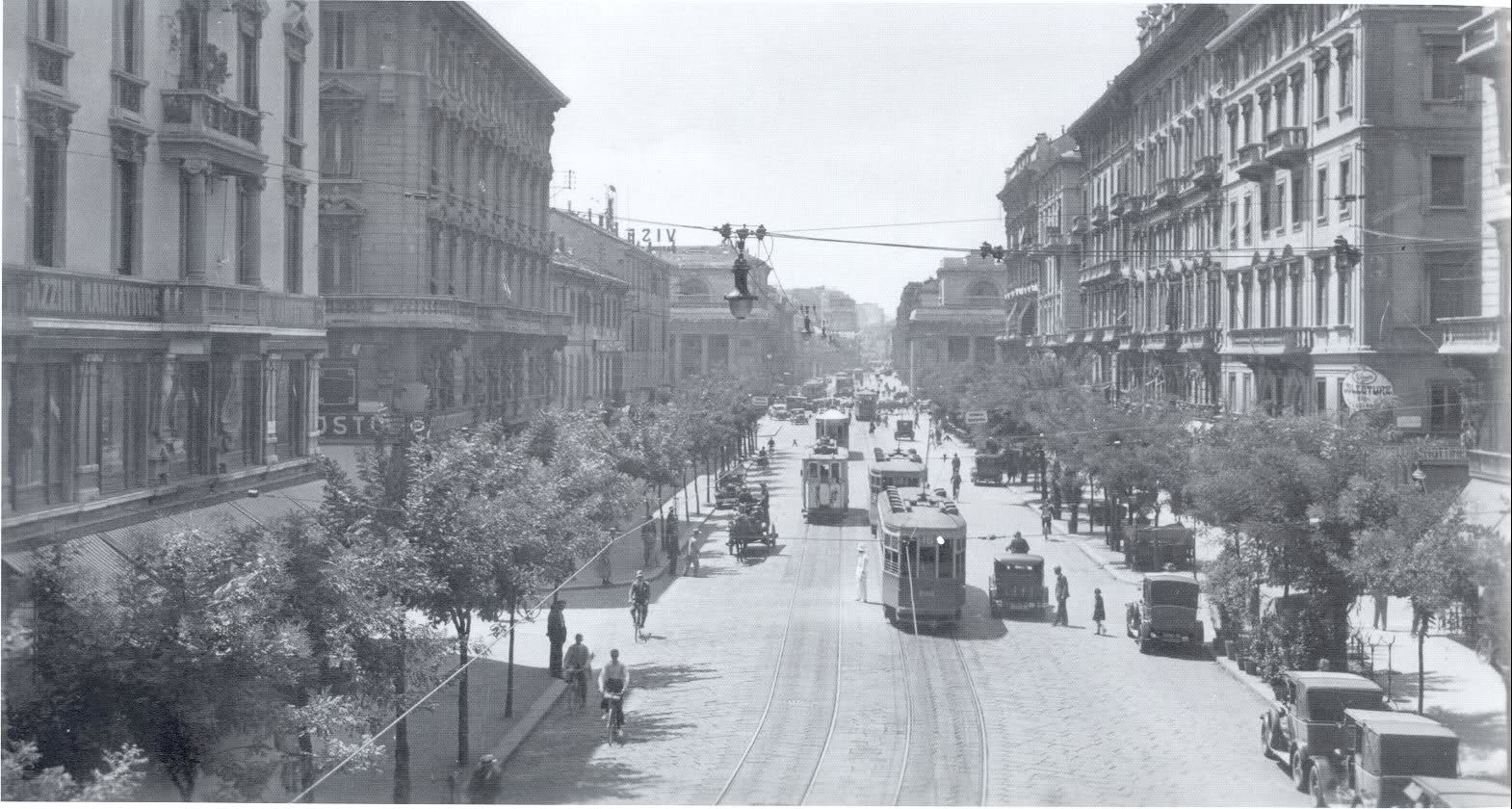
Corso Buenos Aires negli anni trenta
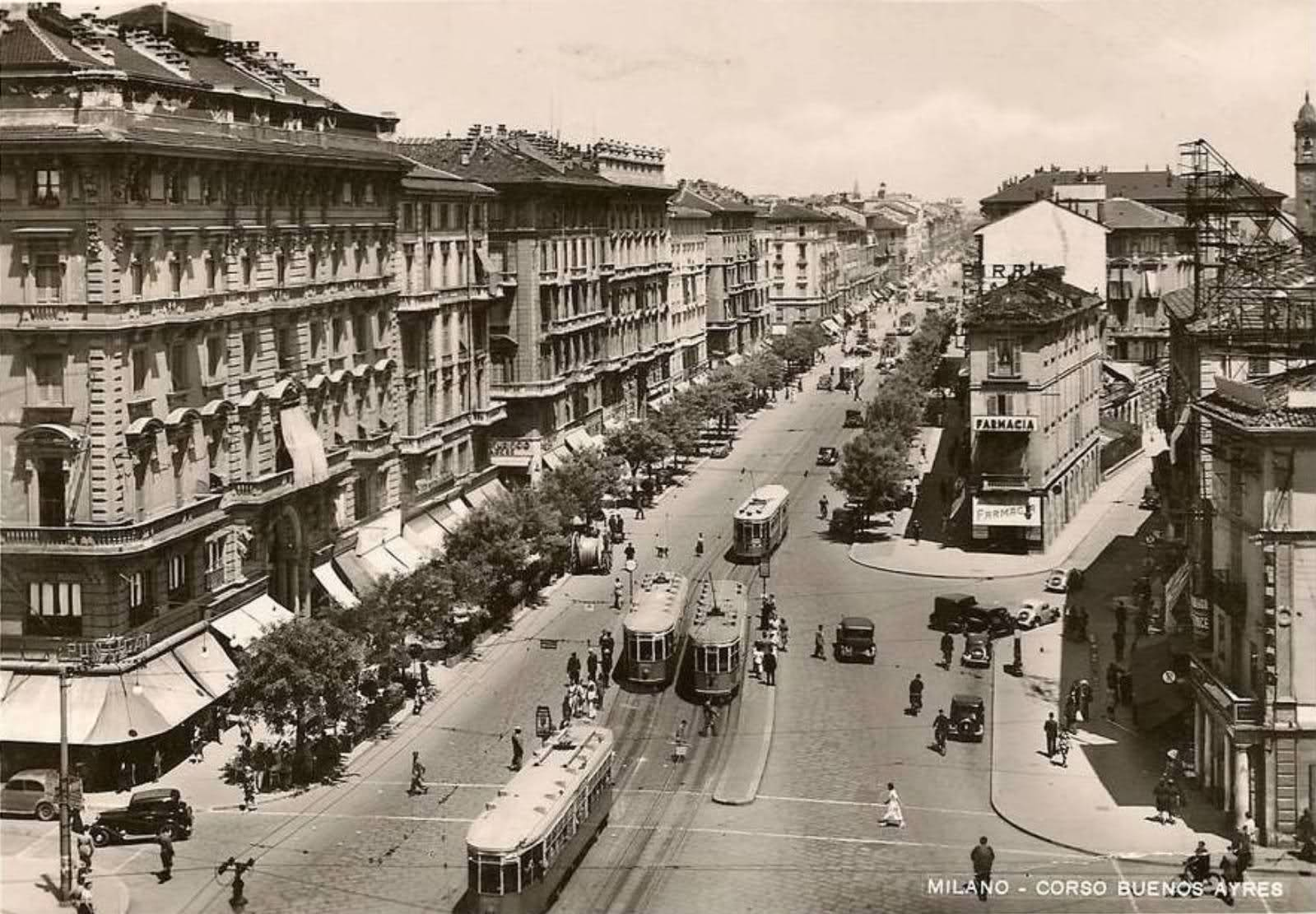
Corso Buenos Aires nel 1935
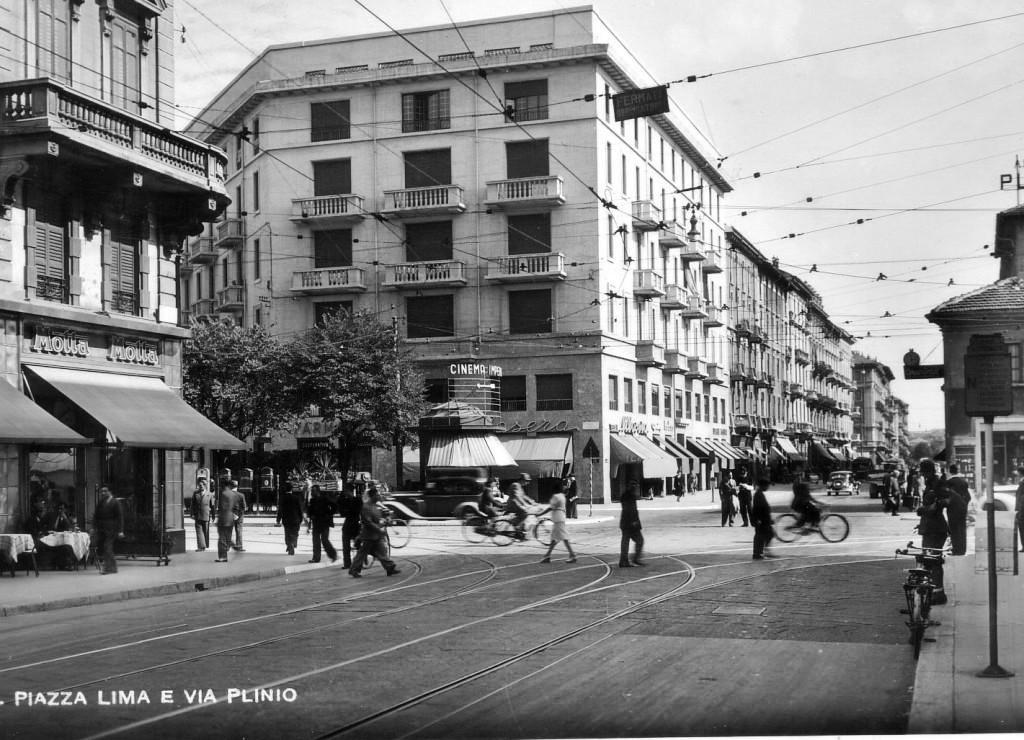
Piazza Lima e via Plinio
Corso Buenos Aires all'inizio degli anni quaranta
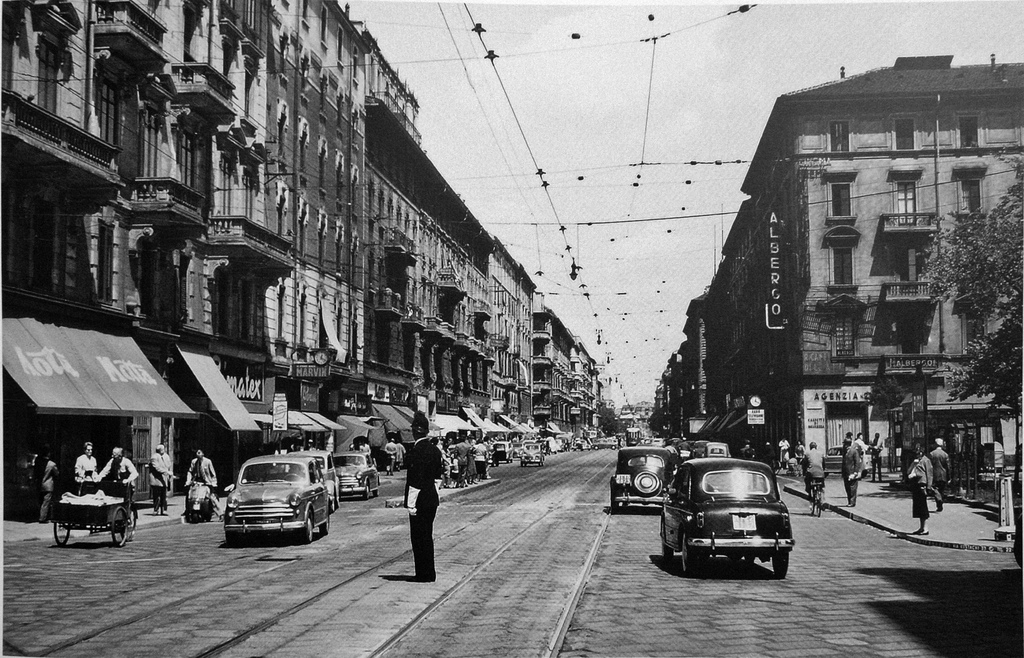
Corso Buenos Aires negli anni cinquanta
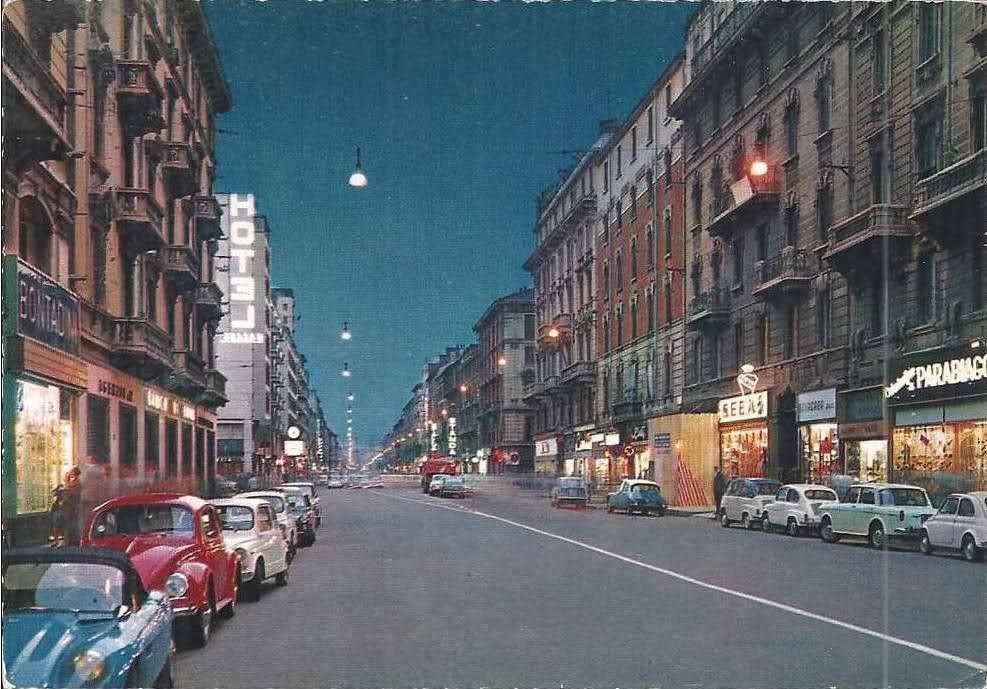
Corso Buenos Aires negli anni sessanta
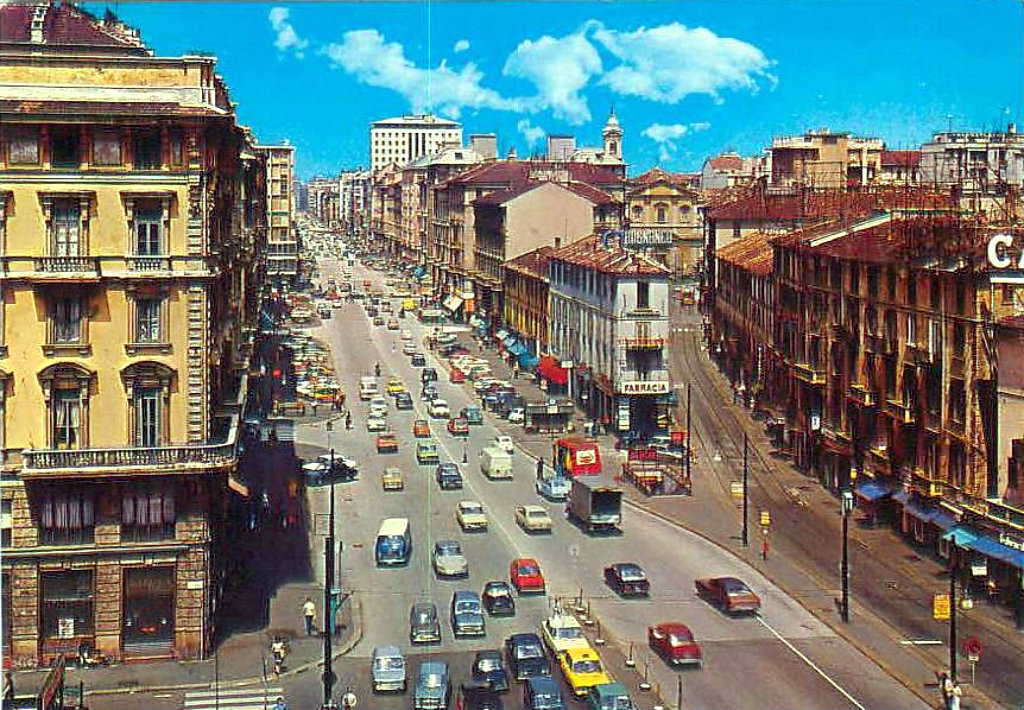
Corso Buenos Aires negli anni sessanta
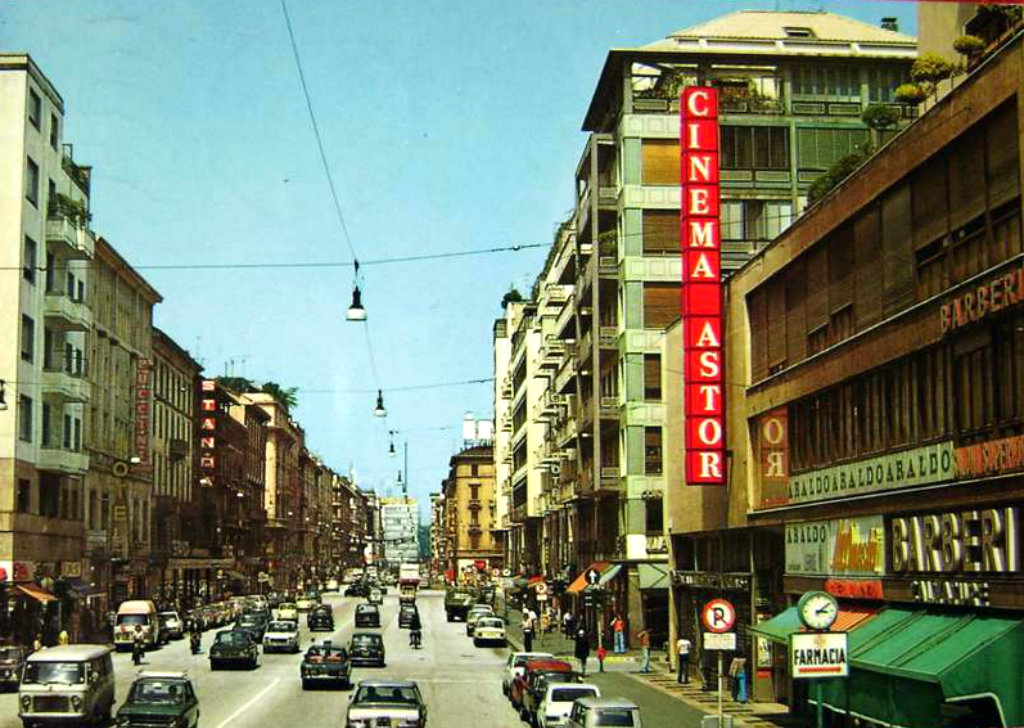
Corso Buenos Aires negli anni settanta
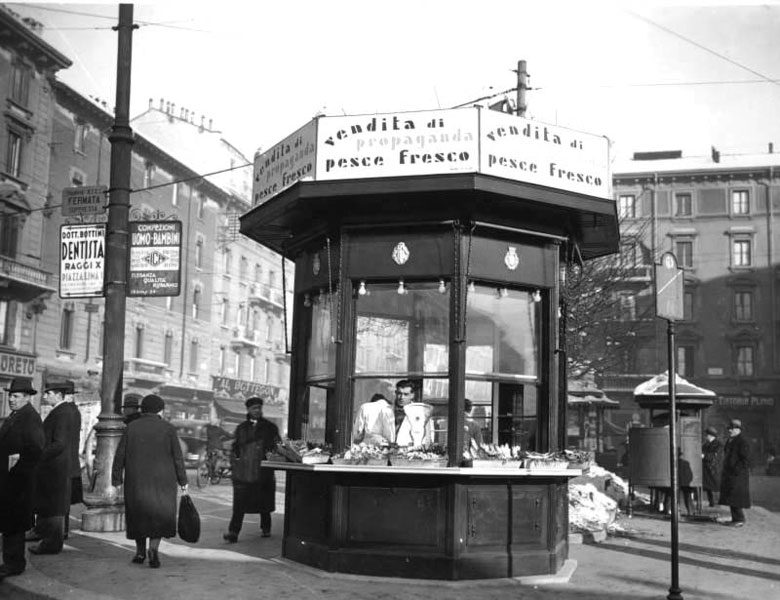
Un chiosco del pesce in una foto d'epoca
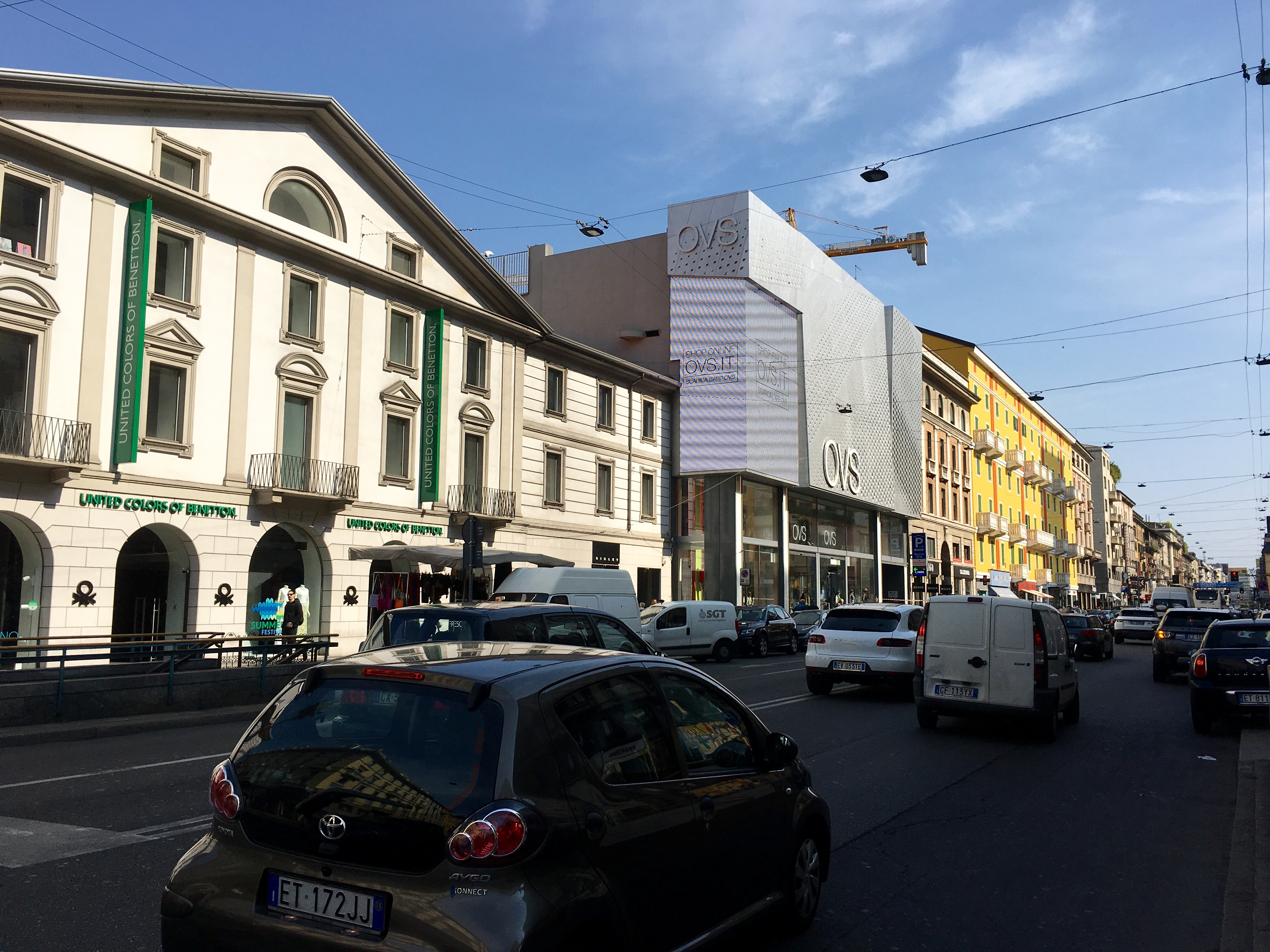
Edificio neoclassico di Corso Buenos Aires 19
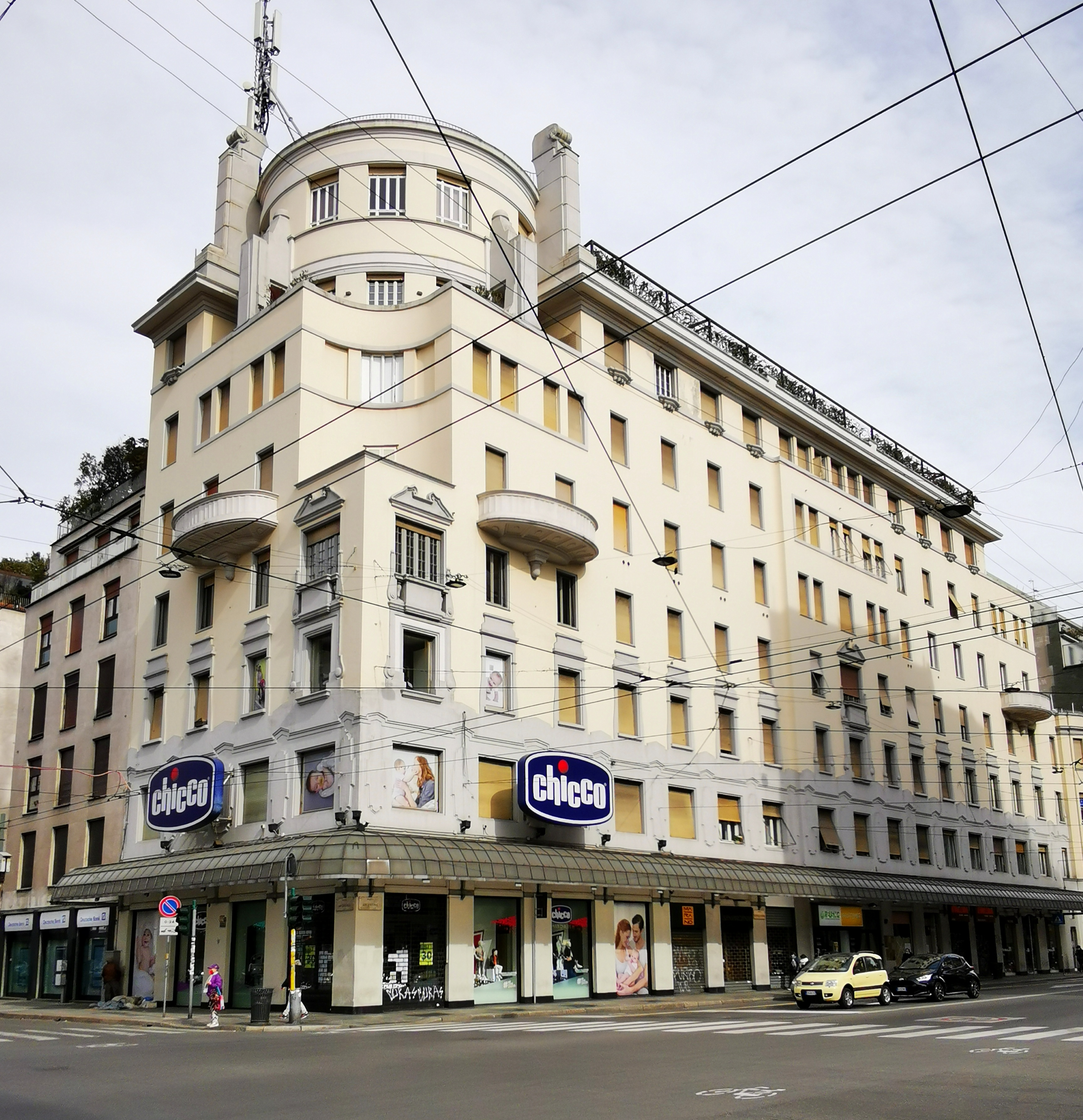
Edificio di Corso Buenos Aires 75